# Bulla Creek
Bulla Creek är ett vattendrag i Australien. Det ligger i delstaten New South Wales, i den sydöstra delen av landet, omkring 270 kilometer väster om delstatshuvudstaden Sydney.
Trakten runt Bulla Creek består till största delen av jordbruksmark. Runt Bulla Creek är det mycket glesbefolkat, med 4 invånare per kvadratkilometer. Genomsnittlig årsnederbörd är 728 millimeter. Den regnigaste månaden är februari, med i genomsnitt 147 mm nederbörd, och den torraste är oktober, med 24 mm nederbörd.